# North Ogden
North Ogden – miasto w Stanach Zjednoczonych, w stanie Utah, w hrabstwie Weber.